# Spinus siemiradzkii
Il lucherino zafferano (Spinus siemiradzkii (Berlepsch & Taczanowski, 1884)) è un uccello passeriforme della famiglia dei Fringillidi.

## Etimologia
Il nome scientifico della specie, siemiradzkii, venne scelto in omaggio all'esploratore polacco Józef Siemiradzki, molto attivo in Sudamerica: il nome comune, invece, altro non è che la traduzione di quello scientifico.

## Descrizione

### Dimensioni
Misura 10–11 cm di lunghezza, per 10-13 g di peso.

### Aspetto
Si tratta di un uccelletto dall'aspetto robusto, munito di testa arrotondata, becco conico e appuntito e coda dalla punta lievemente forcuta. Nel complesso, questi uccelli somigliano molto agli affini lucherini testanera, dai quali si differeniano per la minore estensione del nero cefalico e maggiore estensione del pigmento giallo.
Il piumaggio presenta dicromatismo sessuale: nei maschi la testa (faccia, gola, fronte, calotta, guance, zona periauricolare) è di colore nero, così come nere sono la coda e le ali (queste ultime con specchi bianchi e gialli sulle remiganti), mentre nuca, dorso e scapole sono di color verde oliva e petto, ventre, fianchi, sottocoda e codione sono di colore giallo. Nella femmina, invece, il nero cefalico è del tutto assente ed anche il lipocromo giallo è poco presente, limitandosi a fumature sul codione e sull'area ventrale, mentre il resto della livrea è dominato dai toni del verde oliva, con sottocoda biancastro.

In ambedue i sessi il becco e le zampe sono di colore nerastro, mentre gli occhi sono di colore bruno scuro.

## Biologia
Il lucherino zafferano è un uccello dalle abitudini diurne e moderatamente gregarie, che si muove perlopiù in coppie o in piccoli gruppi, passando la maggior parte della giornata alla ricerca di cibo fra l'erba alta e i cespugli o al suolo.

### Alimentazione
La specie è essenzialmente granivora, nutrendosi perlopiù di semi di graminacee, ma accettando di mangiare anche bacche, frutti, foglioline e germogli, nonché, sebbene sporadicamente, insetti ed altri piccoli invertebrati.

### Riproduzione
La stagione riproduttiva va da gennaio a maggio: sebbene manchino altre informazioni, si ha motivo di ritenere che questi uccelli seguano per modalità e tempistiche il pattern riproduttivo tipico dei fringillidi.

## Distribuzione e habitat
Il lucherino zafferano è endemico dell'area attorno al Golfo di Guayaquil (province di Manabí e Loja sud-occidentali, oltre che nella provincia del Guayas): la specie sarebbe stata osservata anche nell'estrema punta nord-occidentale del Perù (provincia di Tumbes).
L'habitat di questi uccelli è rappresentato dalla foresta decidua secca primaria e secondaria, oltre che dalle aree di savana e tussock con presenza di alberi sparsi e dalle aree boscose con radure erbose.